# Jorinde Verwimp
Jorinde Verwimp (10 november 1994) is een Belgische dressuuramazone. 

## Carrière
Jorinde wist pas laat dat ze mocht deelnemen aan de Olympische Spelen van 2016 in Rio de Janeiro. Annarico het paard van Fanny Verliefden  liep een lichte blessure op en zo kon Jorinde in haar plaats naar de spelen en is de jongste deelnemer in haar categorie. Haar paard Tiamo komt uit de stal van haar vader. Ze behaalde er de 35ste plaats in de Grand Prix en eindigde 36ste in het algemeen klassement.

## Palmares

### 2016
- 35ste Olympische Zomerspelen Grand Prix met 70.771 punten (met haar paard Tiamo)
- 7de CDIO Aachen Prix St George (met haar paard Wendor)
- 12de CDIO Amsterdam Grand Prix (met haar paard Wendor)

### 2015
- 17de Continental/Regional Championships CH-EU-D Aachen (DE) individueel (met haar paard Tiamo)
- 10de Continental/Regional Championships CH-EU-D Aachen (DE) team (met haar paard Tiamo)

### 2014
- Continental/Regional Championships CH-EU-Y-D Arezzo (IT)) individueel (met haar paard Tiamo)

## Prijzen
In 2014 kreeg ze de 'VLP-talent van het Jaar'.